# الشاعرين (الضليعة)
'

تعديل مصدري - تعديل

الشاعرين هي إحدى قرى عزلة الضليعة بمديرية الضليعة التابعة لمحافظة حضرموت، بلغ تعداد سكانها 127 نسمة حسب تعداد اليمن لعام 2004.